# هدیه عشق (فیلم)
هدیه عشق 
(به تلوگویی: Prema Kanuka) فیلمی محصول سال ۱۹۸۱ و به کارگردانی کی. راگاوندرا رائو است. در این فیلم بازیگرانی همچون آکنینی ناگیشور رائو، سری دوی، موهان بابو ایفای نقش کرده‌اند.